# Robert Reichert (Schauspieler)
Robert Reichert (* 6. September 1994 in Thüringen) ist ein deutscher Schauspieler.

## Leben
Robert Reichert spielte seit Anfang 2010 ab der 13. Staffel in mehr als 200 Folgen den Justus Kluge in der Kinder- und Jugendserie Schloss Einstein auf KiKA. Dies war sein Fernsehdebüt. Mit dem Ende der 16. Staffel stieg er aus der Serie aus. 2013 spielte er die Rolle des Küchenjungen in dem ARD-Märchenfilm Die kleine Meerjungfrau unter der Regie von Irina Popow, die mit Reichert bereits mehrere Schloss-Einstein-Episoden gedreht hatte.
Nach einem Studium der Psychologie und kognitiven Neurowissenschaften in den Niederlanden, ist er seit 2021 Doktorand an der Ruhr-Universität Bochum.

## Fernsehen
- als Justus Kluge in etwa 200 Folgen von Schloss Einstein, gedreht in Erfurt in den Jahren 2009 bis 2013.
- als Küchenjunge in dem ARD-Märchenfilm Die kleine Meerjungfrau im Jahr 2013